# Christian Becmann
Christian Becmann (auch: Beckmann; * 20. September 1580 in Steinbach; † 17. März 1648 in Zerbst) war ein deutscher Pädagoge und reformierter Theologe.

## Leben
Christians Vater Andreas Becmann († 1612) stammte aus Gräfenhainichen, war Kantor in Düben, wurde 1577 Pfarrer in Steinbach und später in Zschepplin. Seine Mutter hieß Sibylle († 1591) und war die Tochter des Bürgers in Düben Blasius Kirsten. Sein Großvater väterlicherseits war Bürger und Bäcker und hieß ebenfalls der Andreas Becmann. Dessen Frau Barbara war die Tochter des Gräfenhainicher Bürgers Peter Stidrens. Nachdem Christian in seinen Kinderjahren von seinem Vater unterrichtet wurde, bezog er 1595 die sächsische Fürstenschule St. Augustin in Grimma und immatrikulierte sich am 14. August 1599 an der Universität Leipzig, wo er sich besonders dem Theologiestudium widmete.
Zwischenzeitlich hatte er die Universität Wittenberg sowie die Universität Jena besucht und am 10. Juli 1604 in Leipzig den akademischen Grad eines Magisters der Philosophie  erworben. 1604 und 1605 hatte er lateinische Reden in Versen herausgebracht, wofür ihm Friedrich Taubmann am 7. März 1608 den poetischen Lorbeerkranz verlieh. 1608 wurde er Schulrektor in Naumburg (Saale), 1612 Rektor der Schule im thüringischen Mühlhausen. Dort trug man ihm auch die dort vakant gewordenen Pfarrstelle an, die er jedoch aus gesundheitlichen Gründen nicht annahm. In jener Zeit hegte er immer mehr Zweifel an der von der lutherischen Orthodoxie vertretenen Lehre des Leibes Christi.
1615 ging er als Rektor nach Amberg, wo er die Artes liberalis und die Theologie unterrichtete. Die politischen Veränderungen der Oberpfalz im Dreißigjährigen Krieg ergriffen auch Amberg. Das dortige evangelische Gymnasium wurde auf Weisung Maximilian I. von Bayern geschlossen. Daher begab sich Becmann, inzwischen zum reformierten Glauben übergetreten, am 2. März 1625 nach Bernburg, wo er Rektor der Schule wurde. Im Mai wurde er Pfarrer der Nikolauskirche in Zerbst und zum Superintendent berufen, kam am 9. Juli in Zerbst an und wurde am 9. August als Superintendent eingewiesen. Er war damit Professor für Theologie  an der dortigen Landesuniversität geworden. 1645 hatte er einen Herzinfarkt erlitten, der ihn teilweise lähmte, so dass er seine Vorlesungen nur noch in seinem Hause abhalten konnte.

## Familie
Becmann war zwei Mal verheiratet. 
Seine erste Ehe schloss er am 2. Mai 1608 in Leipzig mit Christine († 24. Mai 1637), Tochter des Leipziger Rektors der Thomasschule Jakob Lassmann (* 1559 in Wurzen; † 21. August 1604). Aus dieser Ehe gingen neun Kinder hervor, wobei ihn nur zwei Kinder überlebten. Der Sohn Philipp wurde Arzt in Dessau und Friedrich Becmann Professor der Logik und außerordentlicher Professor der Theologie an der Universität Frankfurt (Oder). 
Seine zweite Ehe ging er am 28. November 1637 mit Margaretha, Tochter Kämmerers in Zerbst des Gregor Ecken, ein. Aus dieser Ehe stammen die Kinder Johann Christian (* 29. Februar 1640 in Zerbst; † 16. September 1640 ebenda) und Johann Christoph (1641–1717), der Professor der Theologie an der Universität Frankfurt (Oder) wurde.

## Werke
1. Oratio de Magis, Matth. II Leipzig 1604
2. Oratio de ieiuniis et sobrietate. Leipzig 1604
3. Oratio de Lauru, Phoebo et Musis,cet. Leipzig 1605,
4. Manductio ad linguam latinam. Leipzig 1607
5. De originibus latinae linguae. Leipzig 1608, 1613, Hanau 1619
6. Apologiam pro schediasmate. 1613
7. Apologiam secundam pro utriusque ampliori assertione. 1615
8. Exercitationes theologicae. Zerbst 1639
9. Anatomia Universalis Triumphans,... 3. Bände und 4 Teile Hanau 1640, 1641, 1642 u. 1643; Frankfurt/O 1674
10. Disceptatio christiaria. 1638
11. 99 Unwarheiten M. Hoens. unter dem Namen Huldereich Castenii 1621
12. Abfertigung des Prodromi M. Hoens gegen das Responsium solidum. Hanau 1621
13. Vindiciae der Predigt Abr. Sculteti von Götzenbildern, contra Jesuitas et Lutheranos. Hanau 1620
14. Passer irretitus, oder Antwort auf Paul Sperlings Charteque. Hanau 1622
15. Studiosi Theologiae. Hanau 1619
16. Comparationum logicarum libros
17. Orationem secularem de barbarie
18. Diss. De barbigenio hominis mere maris